# Johann Clapier de Colongue
Johann Clapier de Colongue (russisch Иван (Иоганн) Александрович Деколонг (Клапье-де-Колонг); * 2. Novemberjul. / 13. November 1719greg.; † 4. Februarjul. / 15. Februar 1789greg. in Ontika) war ein russischer Generalleutnant und Generalgouverneur von Sibirien.

## Leben

### Herkunft und Familie
Johann war Angehöriger des baltischen Adelsgeschlechts Clapier de Colongue. Er war der vierte Sohn von Alexander Clapier de Colongue (1685–1743) und dessen Ehefrau Anna Sophie, geborene von Caden († 1741). Sein Vater war französischer Hauptmann und kam 1712 nach Russland. Dort stieg er in der zaristischen Armee zum Generalleutnant der Ingenieure auf und wurde Ritter des Alexander-Newski-Ordens. Der preußische General der Infanterie Jakob von Colong (1724–1806) war sein Bruder. Wie dieser blieb Johann unvermählt.

### Militärkarriere
Colongue begann seine Offizierslaufbahn in der Kaiserlich Russischen Armee im Jahre 1733 beim Ingenieurkorps. 1738 avancierte er zum Fähnrich und nahm am Türkenkrieg teil. Er kämpfte in der Schlacht bei Stawutschan und war an der Eroberung von Chotyn und Jassy beteiligt. Hiernach fand er als Militäringenieur in verschiedenen Festungen Verwendung. Vor Ausbruch des Siebenjährigen Krieges stand er beim Generalstab. Während des Krieges stieg er 1755 zum Ingenieur-Kapitän, 1759 zum Oberst und Kommandeur des Newski-Infanterie-Regiments sowie 1763 zum Generalmajor auf. Er hatte unter anderem 1757 an der Schlacht von Egersdorf, 1758 Schlacht von Zorndorf und 1761 der Eroberung Berlins teilgenommen.
Er wurde dem sibirischen Korps zugeteilt und erhielt 1771 seine Beförderung zum Generalleutnant. Bei der Niederschlagung des Pugatschow-Aufstandes fiel ihm eine herausragende Rolle zu. Am 28. Juni 1777 hat Colongue seinen Abschied erhalten und zog sich auf sein Gut Ontika zurück, das er 1783 zum Majorat erhoben hatte.